# مارتین وینتر
مارتین وینتر (انگلیسی: Martin Winter؛ ۵ نوامبر ۱۹۵۵ – ۲۱ فوریهٔ ۱۹۸۸) قایقران روئینگ اهل آلمان شرقی بود.
وی در مسابقات کشوری و بین‌المللی در مجموع برندهٔ ۵ مدال طلا، ۲ مدال برنز شده‌است.